# 1. československá smíšená letecká divize v SSSR

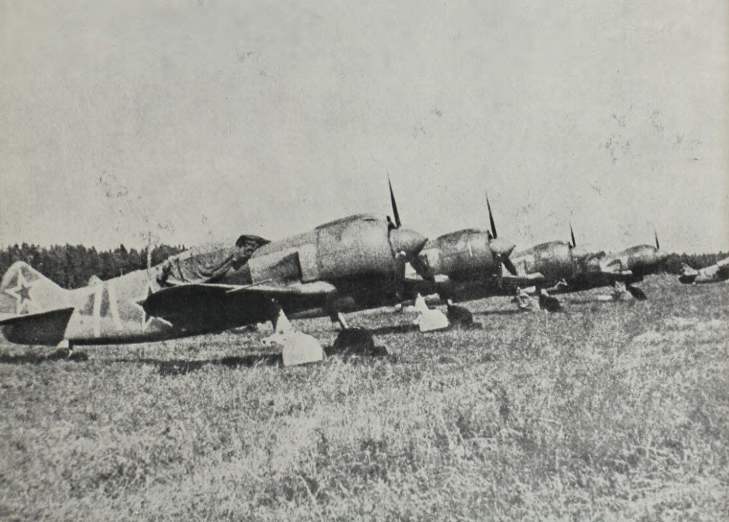
Letouny Lavočkin La-5 1. čs. smíšené letecké divize

1. československá smíšená letecká divize vznikla z jednotek tvořených československými piloty v Sovětském svazu, na základě dohod mezi exilovým ministerstvem obrany v Londýně a vojenskými zástupci v Sovětském svazu. K 14. dubnu 1945 čítala 520 mužů.

## Historie
Dne 3. května 1944 vznikla na území Sovětského svazu 128. československá stíhací peruť, která byla 3. června po doplnění přejmenována na 1. československý stíhací letecký pluk v SSSR. Jeho vytvoření předcházela dlouhá řada jednání mezi londýnským ministerstvem obrany a členy vojenské mise v SSSR. Piloti, nacházející se na území Sovětského svazu počátkem Velké vlastenecké války byli postupně v letech 1941–1942 přesunováni do Velké Británie k jednotkám RAF. Teprve až koncem roku 1943 byla uzavřena jednání o vzniku československé letecké jednotky. Počátkem roku 1944 bylo přepraveno 21 čs. letců z Anglie do Sovětského svazu, kde začal jejich výcvik na letadlech Lavočkin La-5. V létě byli již letci vycvičeni a připraveni k odeslání na frontu. Letecký pluk byl po stránce vojenské a kázeňské podřízen 1. čs. armádnímu sboru, po stránce taktické a operační spadal pod pravomoc sovětského leteckého svazku.

## Bojová mise ve SNP
Českoslovenští piloti se již 29. srpna 1944 dozvěděli, že na Slovensku vypuklo národní povstání. V té době byla součástí povstalecké armády „Kombinovaná letka“, která měla k dispozici zastaralé čs. letouny Avia B-534, Letovy Š-328 a dva Messerschmitty Bf-109, ke kterým však chybělo střelivo. Počátkem září bylo rozhodnuto, že se 1. letecký pluk (stejně jako 2. čs. paradesantní brigáda) přemístí na Slovensko. Dne 17. září přistál 1. čs. stíhací letecký pluk pod vedením štábního kapitána Františka Fajtla na slovenském letišti Zolná. Hned následující den podniklo osm letadel přepad letiště v Piešťanech, kde podle zpráv mělo být soustředěno zhruba 40 německých letadel (Junkers Ju 87, Messerschmitt Bf 109 a Focke-Wulf Fw 190). Protože Němci o čs. pilotech vůbec nevěděli a někteří čs. piloti velice dobře znali piešťanské letiště, kde před válkou sloužili, byly výsledky leteckého přepadu excelentní. 10 německých letadel bylo zničeno, 10 pravděpodobně zničeno a 10 poškozeno. Po tomto útoku bylo německé letectvo na Slovensku paralyzováno. Čs. letci velice výrazně pomáhali povstalcům v jejich boji, útočili proti pozemním cílům, přičemž využívali schopnosti letounu La-5 nést až 500 kg bomb či neřízené rakety. I přes jejich snahu se pod tlakem německých vojsk povstalecké území zmenšovalo, a tak 25. října 1944 byl 1. čs. stíhací letecký pluk nucen Slovensko opustit.

## Ostravská operace

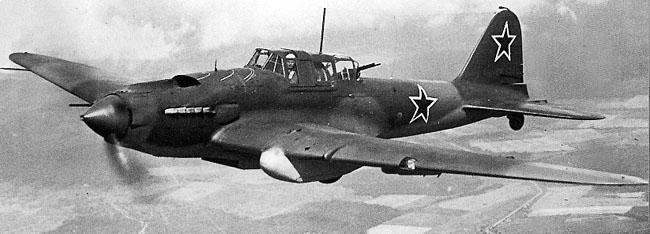
Il-2m3

Již v průběhu Slovenského národního povstání přeletěla do Sovětského svazu skupina 108 slovenských letců, k nimž se postupně přidávali další slovenští piloti z kombinované letky, kde již chyběla letadla a piloti, kteří buď přeběhli, nebo byli transportováni ze Slovenska dopravními letadly. Sovětské velení dalo souhlas s vytvořením dalších dvou leteckých pluků – 2. čs. stíhacího a 3. čs. bitevního. Z těchto tří jednotek vznikla 1. čs. smíšená divize, jejímž velením byl pověřen pplk. Ludvík Budín. Čs. letci byli vyzbrojeni stíhacími letadly Lavočkin La-5 a La-7, bitevními letadly Il-2 Šturmovik a střemhlavými bombardéry Pe-2. Dne 14. dubna 1945 proběhla první bojová akce, kdy úspěšně zaútočily dvě skupiny bitevníků podporované stíhači na vojenské cíle nepřítele nedaleko vesnice Olzy. Čs. letci útočili na bojovou techniku, pevnůstky, palebná postavení, velitelská stanoviště, dopravní prostředky a shromaždiště tanků nepřítele, podporovali a chránili pozemní vojska, útočili na komunikace, prováděli letecký průzkum. Divize provedla od 14. dubna do 9. května 1945 567 bojových vzletů v trvání 515 operačních hodin. Zničila desítky aut, tanků, obrněných vozidel, povozů, železničních vagónů a velké množství živé síly nepřítele. Dne 9. května 1945 přistály dva bombardéry 1. čs. smíšené letecké divize na letišti v Kbelích, což byl symbolický příspěvek Pražskému povstání. 10. května se čs. letadla přesunula z Polska na polní letiště v Albrechtičkách u Ostravy, dne 14. května přistály první letouny na letištích v Kbelích a Letňanech.